# Aéroport de Latina
L'aéroport militaire de Latina est un aéroport militaire situé à 10 km du centre de Latina, dans la province de Latina.
La base dont l'origine remonte à 1938, est dotée d'une piste en asphalte de 1 700 m et est gérée par l'Aeronautica Militare. Elle n'est pas ouverte au trafic commercial et civil.